# Viện Kỹ thuật Cơ giới Quân sự (Việt Nam)
Viện Kỹ thuật Cơ giới Quân sự (tiếng Anh: Military Institute of Mechanical Engineering)  trực thuộc Tổng cục Kỹ thuật, Bộ Quốc phòng Việt Nam, thành lập ngày 14 tháng 7 năm 1974  là cơ quan đầu ngành nghiên cứu ứng dụng, cải tiến và chế tạo vật tư kỹ thuật xe máy, thiết bị động lực của Tổng cục Kỹ thuật. Viện Kỹ thuật Cơ giới Quân sự có một đội ngũ cán bộ nghiên cứu khá toàn diện, có trình độ chuyên môn cao, trên 30% quân số là PGS, Tiến sĩ, Thạc sĩ.

## Lãnh đạo hiện nay
- Viện trưởng: Đại tá, TS. Trần Hữu Lý
- Phó viện trưởng: Đại tá, ThS Nguyễn Thế Hiếu
- Phó viện trưởng: Đại tá, TS Vũ Tuấn Anh
- Phó viện trưởng: Đại tá, PGS-TS Nguyễn Thanh Tiên

## Cơ quan trực thuộc
- Phòng Kế hoạch - Tổng hợp
- Ban Chính trị
- Ban Hành chính - Hậu cần
- Ban Tài chính
- Phòng Ô tô Quân sự
- Phòng Tăng - Thiết giáp
- Phòng Xe máy Đặc chủng
- Phòng Công nghệ và Vật liệu
- Phòng Trạm nguồn - Thiết bị điện trên xe
- Phòng Đo lường - Thí nghiệm
- Trung tâm Ứng dụng Khoa học công nghệ cơ giới
- Xưởng Chế thử
- Ban Ứng dụng Công nghệ thông tin

## Nhiệm vụ nghiên cứu KHCN
Là cơ quan đầu ngành nghiên cứu ứng dụng, cải tiến và chế tạo vật tư kỹ thuật xe máy, thiết bị động lực của Tổng cục Kỹ thuật, những năm qua, Viện Kỹ thuật Cơ giới Quân sự (KTCGQS) đã phát huy tinh thần chủ động sáng tạo, đẩy mạnh nghiên cứu, ứng dụng tiến bộ khoa học, công nghệ (KHCN), tạo được nhiều sản phẩm phục vụ công tác bảo đảm kỹ thuật và cơ động của quân đội. Nhiều sản phẩm KHCN của viện có tính đột phá; các đề tài, nhiệm vụ KHCN có hàm lượng khoa học và tính ứng dụng ngày một nâng cao. Hằng năm, viện được giao và phối hợp triển khai hàng chục đề tài, nhiệm vụ KHCN các cấp; từ 60 đến 70 nhiệm vụ kỹ thuật và sản xuất, chế thử từ 5 đến 7 chủng loại vật tư kỹ thuật, góp phần tích cực cùng ngành kỹ thuật quân đội hoàn thành tốt nhiệm vụ được giao.
Viện tập trung xây dựng, nâng cao năng lực, trình độ quản lý và nghiên cứu KHCN của đội ngũ cán bộ, nghiên cứu viên và kỹ thuật viên. Cùng với việc được bổ sung cán bộ trẻ tốt nghiệp từ Học viện Kỹ thuật Quân sự, các trường kỹ thuật trong nước và các cán bộ được đào tạo tại các trường kỹ thuật của các nước trên thế giới, viện chủ động đào tạo, bồi dưỡng cán bộ tại chỗ, nâng cao khả năng làm chủ công nghệ, trang thiết bị hiện đại phục vụ nghiên cứu. Viện lựa chọn, gửi cán bộ đi đào tạo ở các học viện, trung tâm nghiên cứu trong và ngoài quân đội, đồng thời liên hệ, đưa cán bộ trực tiếp đến nhà máy tham gia nghiên cứu, thiết kế thi công, hiểu và nắm vững chuẩn công nghệ, thực tế ứng dụng tại nhà máy. Nhờ đó, các cán bộ, nghiên cứu viên được đào tạo, chuẩn hóa, trở thành lực lượng nòng cốt trong các chuyên môn, chuyên ngành; làm chủ công nghệ thiết kế hiện đại, như công nghệ mô phỏng kỹ thuật số 3D, tự động hóa; nhanh chóng tiếp cận công nghệ mới được chuyển giao; ứng dụng hiệu quả thành tựu cuộc Cách mạng công nghiệp lần thứ tư vào thực tế của viện. Bên cạnh đó, viện được trên đầu tư chiều sâu công nghệ, xây dựng cơ sở hạ tầng kỹ thuật hiện đại phục vụ nghiên cứu, thử nghiệm kỹ thuật xe máy, thiết bị động lực và sản xuất vật tư phục vụ bảo đảm kỹ thuật. Đến nay, hệ thống cơ sở hạ tầng kỹ thuật của viện được xây dựng theo hướng đồng bộ, hiện đại, như nhà làm việc, nhà xưởng; các trung tâm: Nghiên cứu ứng dụng, huấn luyện chuyển giao công nghệ ô tô thế hệ mới, thực hành thử nghiệm kỹ thuật xe máy; các phòng thí nghiệm chuyên ngành, phòng chuẩn thiết kế, phòng thí nghiệm ma sát, sản xuất kim loại gốm cho các loại xe đặc chủng...